# Arco de Medinaceli
El Arco de Medinaceli es un arco de triunfo romano ubicado en Medinaceli, provincia de Soria, la antigua Occilis. Es el único de tres vanos existente en España.

## Características
Su conservación es aceptable salvo su decoración que es pobre y está muy desgastada debido a la situación geográfica en la que se encuentra. Se edificó sobre una colina que dominaba el valle del Jalón, a casi 1200 m de altura y en una zona fría, de lluvias, vientos y nevadas lo que provocó el desgaste de los sillares, las molduras y cornisas. Sus lados norte y oeste, que dan al pueblo y la montaña están mejor conservados, pero el sur y el este que dan al valle, están muy desgastados. El basamento está en peor estado y tiene algunos sillares repuestos.
La orientación del arco es desde siempre este-oeste, y longitudinalmente norte-Sur. El frente del arco, al este, mira al valle, a la Estación de Medinaceli, y el oeste, parte posterior del arco, mira al pueblo de Medinaceli.
Su fábrica es de Opus Quadratum de tamaño variable, colocados a soga y algunos a tizón. Sobre ellos se labraron todos los elementos decorativos. El tamaño del conjunto mide 13,20 m de largo, 2,10 m de ancho y 8,10 m de altura. Fue erigido a finales del siglo I. Servía, además de su función conmemorativa, de puerta de acceso a la ciudad. El arco central era paso de carruajes y animales y los laterales de los peatones.

## Decoración
Su base está formada por cuatro grandes pilares que se unen mediante bóvedas formando dos arcos iguales de 1,30 m de luz compuestos por siete dovelas iguales. Están coronados por una moldura de remate, desde ella nace el arco central, convirtiéndolos así en elementos de sustentación de este.
El arco central coronado por una moldura similar a la de los elementos inferiores de 4coronado por una moldura similar a 1,90 m de luz, formado por 23 dovelas y dos conjuntos decorativos laterales. Estos están formados por pilastras estriadas con capitel corintio, un tímpano y dos basas que descansan sobre la moldura inferior. En los cuatro vértices de la parte intermedia aparecen otras cuatro pilastras de dos fachadas, más grandes que las anteriores pero con el mismo esquema. Este curioso diseño, donde aparecen unas pilastras en la parte intermedia que no están en la base, se debe a que la muralla en la que se abría este arco tenía una altura similar al primer nivel, con lo que la altura que sobresalía empezaba a la vez que dichas pilastras.
La parte superior consta de dos filas de sillares coronados por una cornisa. En estos sillares se anclaban las letras doradas que formaban la inscripción conmemorativa, quedándonos algún perno de sujeción. Esta inscripción ha sido reconstruida y dice:
- Lado Norte: NVMINI AVGVSTO SACRV[M].

Consagrado al numen Augusto (del emperador)
- Lado Sur: NVMINI IMP (eratoris) DOMITIANI AVG (usti) GER (manici).

Al numen del emperador Domiciano Augusto germánico.
Fue modificada en 98 a NVMINI IMP (eratoris) TRAIANI AVG (usti) GER (manici).
Al numen del emperador Trajano Augusto germánico.